# Dynamenella trachydermata
Dynamenella trachydermata är en kräftdjursart som beskrevs av Harrison och David Malcolm Holdich 1982. Dynamenella trachydermata ingår i släktet Dynamenella och familjen klotkräftor. Inga underarter finns listade i Catalogue of Life.